# D’elles
A D’elles Céline Dion 2007. május 21-én megjelent új francia stúdióalbuma.

## Albuminformációk
Az album különlegessége, hogy szövegeit 10 különböző költőnő írta, akik közül páran még sosem írtak dalszövegeket. A költőnők közreműködésével a szövegek mélysége, kifejezőkészsége és összeszedettsége az eddigiekhez képest is magas fokú. Québec-ből Jovette Alice Bernier, Janette Bertrand, Denise Bombardier, Marie Laberge, Lise Payette, Franciaországból pedig Nina Bouraoui, Françoise Dorin, Nathalie Nechtschein, Christine Orban, George Sand (1804–1876) versszövegeit használták fel, (illetve együtt vagy külön írtak dalszövegeket). Hét szám 2006. december 20-án és 21-én lett felvéve a Piccolo stúdióban, Montréalban. Az À cause második verziója, melynek címe az eredeti À cause II-ről On S’est Aimé à Cause lett 2007. február 1-jén lett felvéve New Yorkban. Itt közreműködött Marc Dupré is, mármint ezúton nem hangjával, hanem hangszerelésével. Az album címe Dion 95-ös sikerének a D’eux ('dő')-nek párja (= róluk (hímnem)). D’elles = róluk (nőnem).
Az első kislemezdalt Françoise Dorin (szöveg) és David Gategno (zene) írták, ennek első promóciós rádiós maxilemeze február 14-én jelent meg, a hivatalos kiadás pedig április 13-án, és 16-án. A dal videopremiere április elsején volt a kanadai TVA televízióban. Klipjét Thierry Vargnes rendezte és január 31-én vették fel New Yorkban. A második kislemezdal az Immensité, melyet Nina Bouraou írt. A klipet április 5-én és 6-án vették fel a Las Vegashoz közeli Lake Mead-ben. Április 13-án a francia Chérie FM exkluzív egyórás műsort közvetített a D’elles albumról, melyben egy Vegasba küldött tudósítójuk rögzített beszélgetést Celine-nel. A spécialban Céline régi dalai mellett először hallhatták a rajongók az A Cause és az Immensité dalok 1-1 perces részletét. A D’elles tv-különkiadást május végén forgatják rengeteg meghívott vendéggel (például az írónők). Első adása Franciaországban a TF1, Québecben pedig a TVA csatornán várható.

## Kislemezek
- Et S'il N'en Restait Qu'une (Je Serais Celle-lá) (rádiós: február 14. – hivatalos: április 13.)
- Immensité (rádiós: április 25. – hivatalos: május 21.)
- Le Temps Qui Compte (május 18.)
- A Cause (?)

## Megjelenés, megjelenési formák
Hivatalos megjelenések: Svájc: május 18., EU.: május 21., Kanada, Mexikó: május 22.
- Az album három formációban jelenik meg:
- Single edition (a D’elles CD, világszerte)
- Double Digipack (D’elles CD + exkluzív 'booklet' Dion karrierjéről, promóció világszerte)
- Collectors Box Set (D’elles CD, különleges speciális borító, parfümminta, 48 oldalas 'booklet", promóció: Franciaország és Kanada)

## Számok
- 01. Et s’il n’en restait qu’une (Je serais celle-là) (F. Dorin, D. Gategno)
- 02. Immensité (N. Bouraoui, J. Veneruso)
- 03. Á cause (F. Dorin, J. Veneruso)
- 04. Je Cherche l’Ombre (L. Payette, J. Veneruso)
- 05. Les Paradis (N. Bouraoui, G. Arzel)
- 06. La Diva (D. Bombardier, E. Benzi)
- 07. Femme Comme Charcune (J. A. Bernier, E. Benzi)
- 08. Si J’étais Quelqu’un (Comme Les Autres) (N. Nechtschein, E. Benzi)
- 09. Je Ne Suis Pas Celle (Ch. Orban, D. Gategno)
- 10. Le Temps Qui Compte (M. Laberge, J. Veneruso)
- 11. Lettre De George Sand à Alfred de Musset (G. Sand, E. Benzi)
- 12. On S’est Aimé A Cause (F. Dorin, M. Dupré, J. F. Breau)
- 13. Berceuse (J. Bertrand, D. Gategno)

## Magyar fordítások
A számcímek magyar nyelven ((c) Kiss Tünde, Fekete Imre, www.celinedion.hu)
- 01. Ha csak egy nő marad (én leszek az)
- 02. Végtelen nagyság
- 03. Mert…
- 04. Keresem az árnyat
- 05. A Mennyország
- 06. A Díva
- 07. Nő, mint bárki más
- 08. Ha valaki olyan lennék (mint mások)
- 09. Nem én vagyok az
- 10. Az idő az ami számít
- 11. George Sand levele Alfred de Musset-nek
- 12. Azért szeretjük egymást, mert…
- 13. Bölcsődal